# Црква брвнара у Савковићу
Црква брвнара (позната као Рачићева црква) у Савковићу, насељеном месту на планини Бобији, на територији општине Љубовија, припада Епархији шабачкој Српске православне цркве.
Црква брвнара посвећена Светом цару Лазару подигнута је 1943. године у засеоку Добре Воде, а освећена 11. јуна 1946. године јерејским освећењем. Подизање цркве се довози у везу са пуковником Драгославом Рачићем, четничким командант Церско-мајевичке групе корпуса, као иницијатором за подизање.